# A Celebration in Song
A Celebration in Song è il ventiquattresimo album in studio della cantante australiana Olivia Newton-John, pubblicato nel 2008. Il disco è contraddistinto da numerosi duetti.

## Tracce
1. Right Here with You (con Delta Goodrem) – 4:02
2. Find a Little Faith (con Cliff Richard) – 4:13
3. Courageous (con Melinda Schneider) – 3:37
4. The Heart Knows (con Barry Gibb) – 3:31
5. Everything Love Is (con Jimmy Barnes) – 3:58
6. Isn't It Amazing (con Sun) – 4:08
7. Never Far Away (con Richard Marx) – 4:47
8. Sunburned Country (con Keith Urban) – 5:39
9. Reckless (con John Farrar) – 3:20
10. Angel in the Wings (con Jann Arden) – 3:21 (Sky)
11. The Water Is Wide (con Amy Sky & RyanDan) – 3:26
12. Beautiful Thing (interpretato da Belinda Emmett) – 3:57